# شیرپور-وارواد
شیرپور-وارواد (به انگلیسی: Shirpur-Warwade) یک منطقهٔ مسکونی در هند است که در بخش دوله واقع شده‌است. شیرپور-وارواد ۷۶٬۹۰۵ نفر جمعیت دارد.